# Maher Sabra
Maher Mohammed Sabra (in arabo ماهر محمد صبرا‎?; Burj El Barajneh, 14 gennaio 1992) è un calciatore libanese, difensore del Nejmeh e della nazionale libanese.

## Carriera

### Club
Ha giocato nella prima divisione libanese.

### Nazionale
Nel 2024 è stato convocato per la Coppa d'Asia.

## Palmarès

### Club

#### Competizioni nazionali
- Coppa di Libano: 3

Ansar: 2015-2016, 2021-2022, 2022-2023
- Coppa d'Élite libanese: 5

Ansar: 2014, 2016, 2017, 2018, 2021
- Supercoppa di Libano: 3

Ansar: 2014, 2016, 2023